# Cherchem
Le cherchem est un plat traditionnel algérien à base de blé dur, de haricots et de viande de mouton, que l'on sert souvent arrosé d'un filet d'huile d'olive.

## Consommation
Le cherchem est consommé par les populations de l'Oranie, des Aurès, mais aussi par la tribu des Ouled Djellal de la wilaya de Biskra.

## Préparation

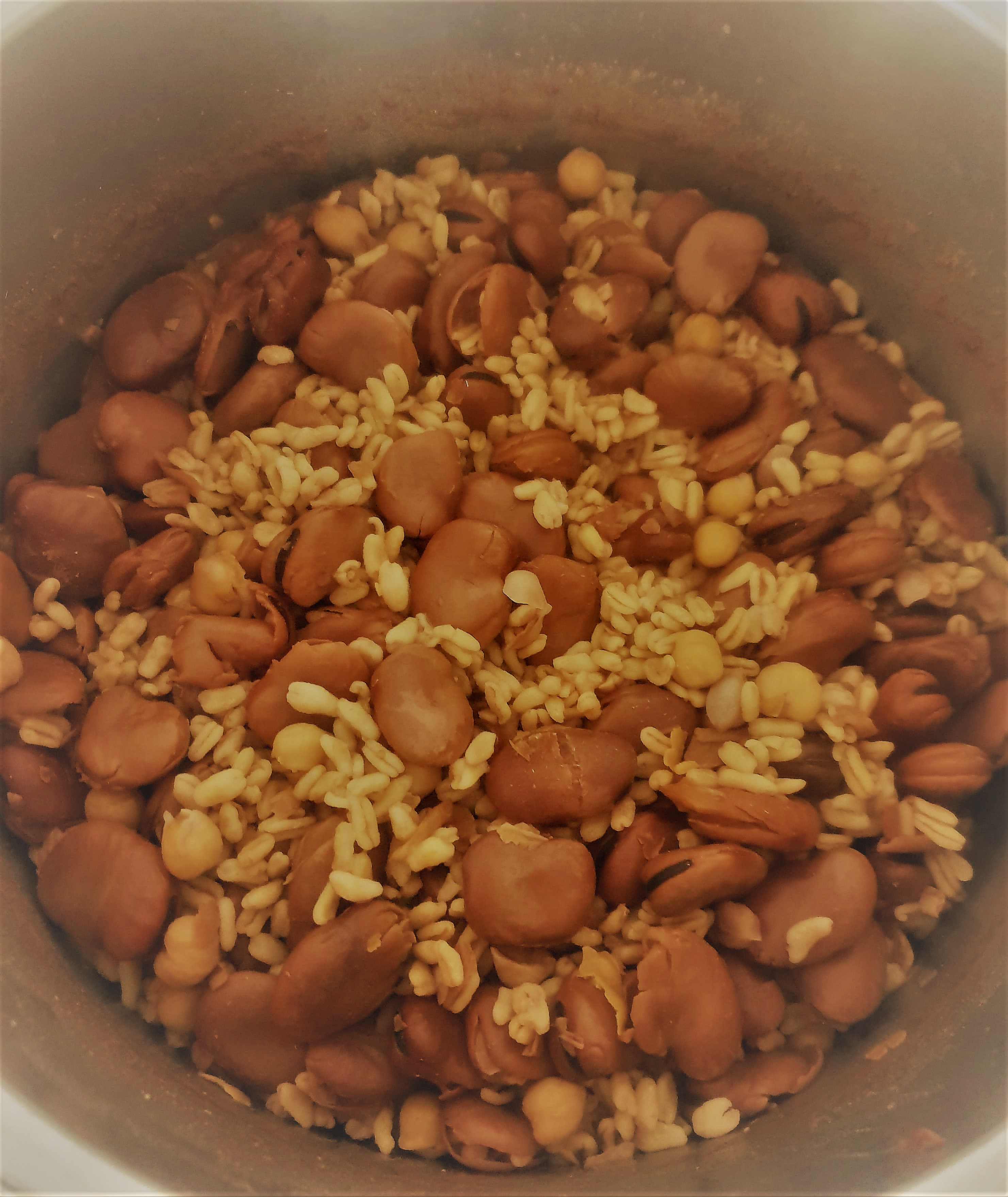
Préparation du cherchem.

Il est préparé à partir d'une grande variété de légumes secs, d'épices et d'herbes aromatiques :
- pois chiches
- lentilles
- fèves
- paprika
- cumin
- cannelle
- laurier
- origan
- menthe sèche
- menthe pouliot
- thym

Il est surtout préparé pour célébrer le nouvel an berbère. De plus, on le prépare mais sans viande, pour un bébé qui fait ses premières dents.